# Triphassa exustalis
Triphassa exustalis is een vlinder uit de familie snuitmotten (Pyralidae). De wetenschappelijke naam van deze soort is voor het eerst geldig gepubliceerd in 1854 door Guenée.
De soort komt voor in tropisch Afrika.